# 524638 Kaffkamargit
524638 Kaffkamargit este o planetă minoră (asteroid) din centura de asteroizi. A fost descoperită pe 21 septembrie 2003 la Piszkéstetői Obszervatórium⁠(d) de  și a fost numită după Margit Kaffka. 
Obiectul prezintă o orbită caracterizată de o semiaxă mare de 2,9291714125155 UAi, o excentricitate de 0,27499432390321, o înclinație de 11,633883438388 ° în raport cu ecliptica.